# Братушка (фильм)
«Братушка» (болгарская версия названия — «Солдат из обоза», болг. Войникът от обоза) — совместный советско-болгарский художественный цветной фильм 1975 года режиссёра Игоря Добролюбова.
Премьера фильма состоялась в 1976 году.

## Сюжет
Сентябрь 1944 года. Советские войска освобождают Болгарию от фашистского режима. Солдат из обоза, белорус Алесь Казанок, заезжает в придорожное село, чтобы отремонтировать конную повозку. Местные жители с восторгом встречают «братушку», стараясь помочь ему во всём.
Отправляясь дальше, советский солдат, по просьбе болгар, берётся подвезти до города студента-подпольщика Живко, сосланного сюда прежними властями. У Алеся уже есть одна пассажирка — румынка Марика, освобожденная нашими бойцами из фашистского плена. Вскоре у троих путешественников появляется ещё один попутчик — в плен Казанку сдаётся немецкий солдат Иоганн.
На пути к городу с героями фильма произойдет много приключений, неожиданных встреч и событий…

## В ролях
- Анатолий Кузнецов — Алесь Казанок
- Стефан Данаилов — Живко Георгиев
- Светлана Тома (в титрах — Светлана Фомичёва) — Марика, бывшая румынская пленная
- Владимир Басов — Иоганн, немецкий солдат
- Никола Тодев — обходчик
- Милка Туйкова — Леля Стоян
- Иван Цветарский — доктор
- Георгий Бахчеванов — командир партизанского отряда
- Пенко Пенков — болгарский партизан
- Иван Григоров — сельский мельник
- Владимир Давчев — мельник
- Николай Клисуров — крестьянин при мельнице
- Игорь Добролюбов
- Иван Гайдарджиев — бай Флоро

## Награды
- 1976 — Серебряная медаль имени Довженко Анатолию Кузнецову за роль Казанка,
- 1977 — Премия Международного кинофестиваля в Варне — за лучшее исполнение мужской роли Анатолию Кузнецову,
- 1977 — Приз Международного кинофестиваля в Варне — за лучшую женскую роль Светлане Тома.
- Золотой Почётный знак Болгарии.